# 等時帯

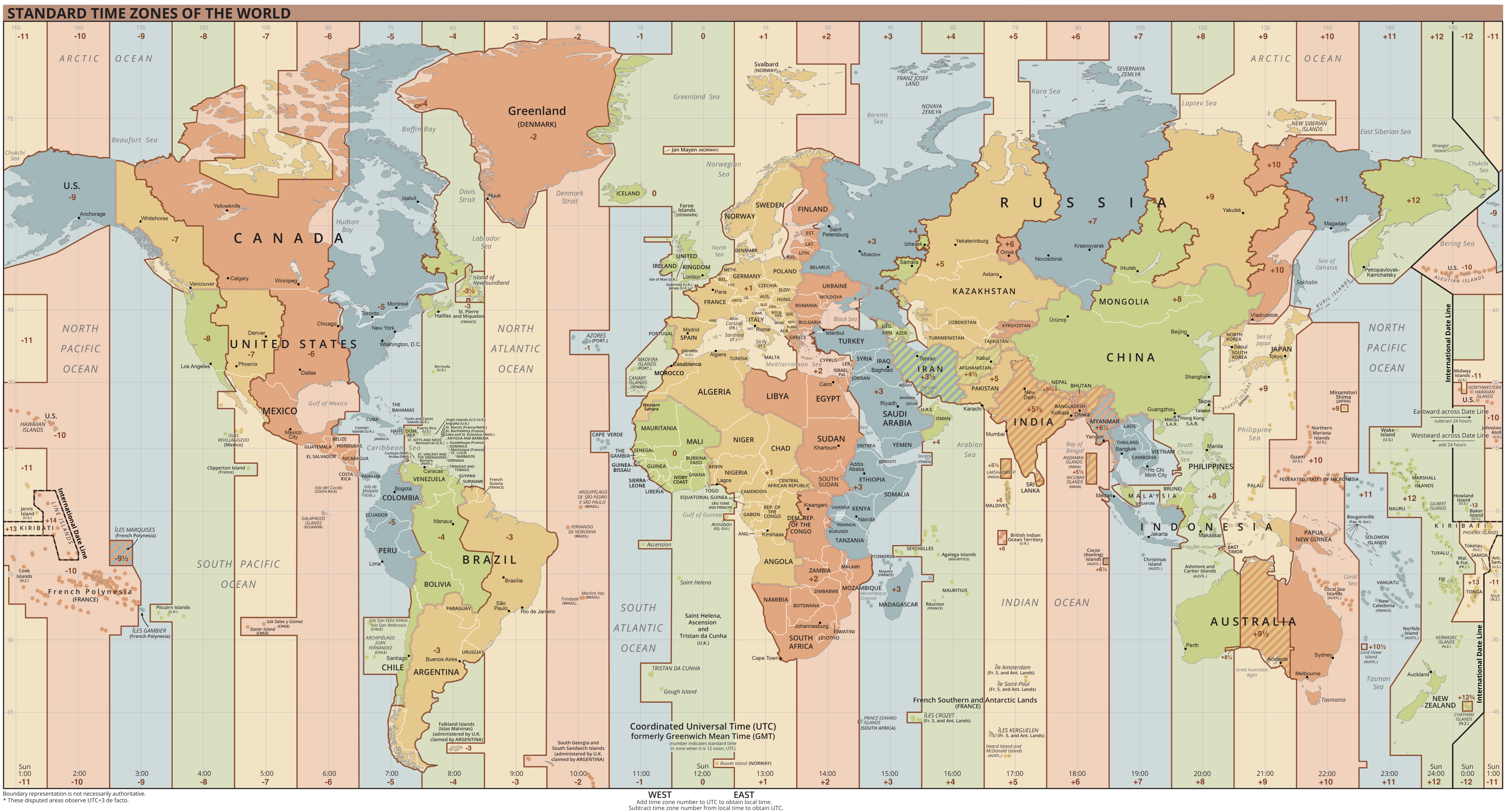
等時帯を示した世界地図

等時帯（とうじたい）とは、共通の標準時や常用時を使う地域全体のことである。その地域の標準時や常用時を示す際には協定世界時（UTC）との差で示すことが多い。時刻帯（じこくたい）、等時刻帯（とうじこくたい）、時間帯（じかんたい）、タイムゾーン（英: time zone; TZ）、標準時間帯（ひょうじゅんじかんたい）ともいう。
船では時刻帯を記述する正負の符号を付けた数字を時刻帯名（じこくたいめい、英: zone description; ZD）といい、経度0度の時刻を用いる時刻帯を 0 とし、これより1時間ずつ遅くなる毎に +1 から +12 まで、1時間ずつ早くなる毎に -1 から -12 までで表す。これは ISO 8601 や RFC 3339 の offset とは逆の符号になる。

## 等時帯の情報収集団体
コンピュータ向けなどに等時帯の情報（夏時間の開始日など）を収集している団体として主なものとして以下の3つがある。
- IANA Time Zone Database - Windows 以外のコンピュータや電子機器で広く使われている
- IATAタイムゾーン - 航空業界向け
- マイクロソフト[26] - Microsoft Windows などのマイクロソフト製品向け

## 歴史
地球は自転していることから、場所によって太陽が正中する時刻は異なる。この時刻を正午とする時刻系（太陽時）では、経度1度につき約4分の時差ができる。

### 航海技術とグリニッジ標準時の決定
大航海時代で航海技術が発達すると、緯度経度の考え方が重要であることが認識されていった。イングランド王チャールズ2世は、緯度経度を研究するために、1675年にグリニッジ天文台を設立したが経度に関する研究は進まず、1714年7月に海上で正確に経度を割り出す方法を発見した者に懸賞金を与える経度法が施行された。この懸賞金を獲得したのが、時計職人ジョン・ハリソンが作ったクロノメーターであった。
18世紀のクロノメーターの発明によって飛躍的に航海技術は向上して海図が整備され、場所と経度の関係を他国と共有する方法について統一基準を作る必要が出てきたことから、1884年に米国ワシントンで国際子午線会議が開かれ、世界中の船が使用していたイギリス製の海図が利用しやすいようグリニッジを基準点とすることに決定した。

### 鉄道技術とタイムゾーン
経度と時間の関係の理解が進み、標準時が定まったのちも、各地の時計は各地の太陽が正中する時刻を基準としていた。しかし、この状況は鉄道の普及にともなって問題となった。時計が各地で揃っていないと、列車の衝突事故を引き起こしかねなかったのである。1840年にイギリスのグレート・ウェスタン鉄道がグリニッジ標準時をもとにした鉄道時間の運用を始めたが、1880年までイギリス各社で対応が異なり混迷を極めていた。
1852年8月23日にイギリス王立天文台から電信技術によって時刻信号が送られるようになり、駅時計が合わせられるようになったが、この時刻信号がイギリスの法定時刻になったのは1880年8月2日の事である。この中間期の時計は、現地時間と標準時で2本の分針があった。
1800年頃の北米では、少なくとも144の異なるタイムゾーンが存在した。それ以前は人々が長距離を移動する機会が多くなかったため、問題は表面化しなかったが、鉄道がよく使われるようになるにつれ、不都合が多くなった。1879年、カナダの鉄道技師サンドフォード・フレミングは鉄道に乗り遅れたことからタイムゾーンを統一するアイデアを思いつき、1883年11月18日にアメリカとカナダの鉄道業界はタイムゾーンのアイデアを採用し、北米大陸は4つのタイムゾーンに区分けされた。